# Jungermannia subulata
Jungermannia subulata là một loài rêu tản trong họ Jungermanniaceae. Loài này được A. Evans miêu tả khoa học lần đầu tiên năm 1891.